# Fiodor Petrovitch Tolstoï
Le comte Fiodor Petrovitch Tolstoï (Фёдор Петрович Толстой), né le 1783 à Saint-Pétersbourg et mort le 1873 à Saint-Pétersbourg, est un peintre, dessinateur et sculpteur russe.

## Biographie
Il est diplômé en 1802 une école militaire de la marine impériale à Saint-Pétersbourg. Il s'intéresse à l'art et devient auditeur libre à l'Académie impériale des beaux-arts. Il quitte l'armée en 1804 et se consacre alors à la peinture. Tolstoï est particulièrement actif dans des domaines non traditionnels, créant des reliefs en cire, des petits portraits et des portraits miniatures, ainsi que des médailles. En 1810, il obtient un poste permanent à la Monnaie de Saint-Pétersbourg, où entre autres il réalise des médailles avec des motifs sur la Guerre patriotique de 1812.

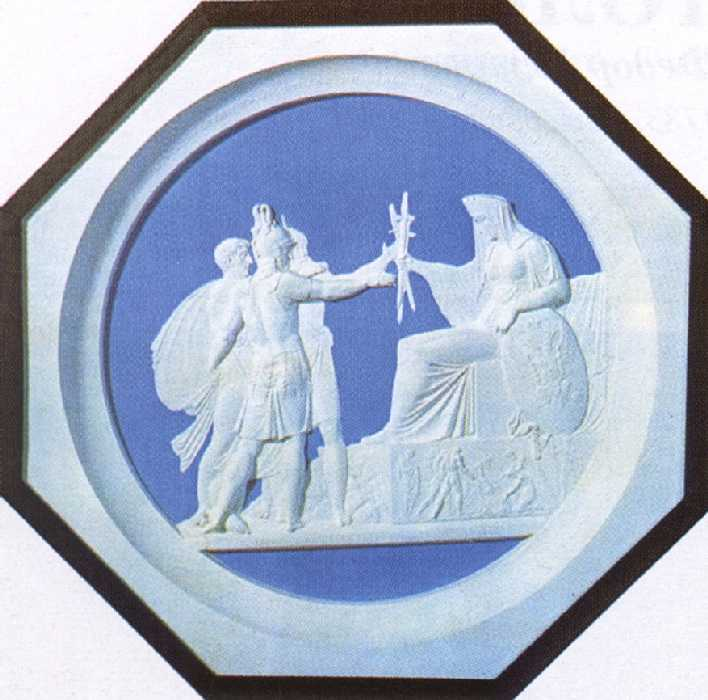
Relief en cire de Tolstoï L'Armée de 1812.

En 1828, il devient vice-président de l'Académie des beaux-arts et il est nommé professeur quatorze ans plus tard. En tant que sculpteur, il participe entre autres à Moscou à la décoration de la cathédrale du Christ-Sauveur.
Le comte Tolstoï est actif en 1857 pour la libération d'exil de l'écrivain Taras Chevtchenko,.
Le comte Fiodor Petrovitch Tolstoï est un cousin de l'aventurier et officier scandaleux Fiodor Ivanovitch Tolstoï. La fille de Fiodor Petrovitch, Ekaterina Junge, était peintre de genre, paysagiste et portraitiste.

## Famille
Il épouse en premières noces en 1810 Anna Fiodorovna Doudina (1792-1835), fille d'un conseiller de commerce. Elle est prise constamment comme modèle par son mari dans ses productions dans le goût de l'antiquité classique. Selon ses filles: « maman, charmante et bien éduquée, excellente couturière et artiste, qui dessinait bien à la plume d'après gravures, eut une indéniable influence sur notre père ». « Son image se retrouvait dans toutes les figures féminines faites par son père ». Elle meurt dans son sommeil à 43 ans d'une crise d'apoplexie. Elle est enterrée au cimetière Saint-Lazare du monastère Saint-Alexandre-Nevski de Saint-Pétersbourg. De cette union, sont issues deux filles: Elisabeth (1811-1836), morte de tuberculose, et Marie (Maria Kamenskaïa, 1817-1898), future femme de lettres, femme de l'écrivain Pavel Kamenski.
Il épouse en secondes noces, le 9 novembre 1838, Anastasia Agafonovna Ivanova (1816-1889), fille d'un officier peu fortuné, qui avait reçu une certaine éducation au sein de la famille Akhverdov. Elle parlait très bien le français, maîtrisait l'allemand et l'italien et jouait du piano. Elle aimait lire de la littérature sérieuse. Elle s'efforça avec son mari de faire libérer d'exil Taras Chevtchenko. Deux filles sont nées de cette union: Catherine (Ekaterina Junge, 1843-1913), future peintre et mémorialiste, épouse de l'ophtalmologiste Edouard Junge (1831-1898) et Olga (1848-1869), épouse du conseiller d'État Alexandre Apollonovitch Dmitriev, morte à Odessa. Par décret impérial du 12 février 1871, il est permis au conseiller d'État et comte Fiodor Petrovitch Tolstoï d'adopter son petit-fils (fils d'Olga et Alexandre Dmitriev), et de lui donner son nom de famille et son titre de comte.

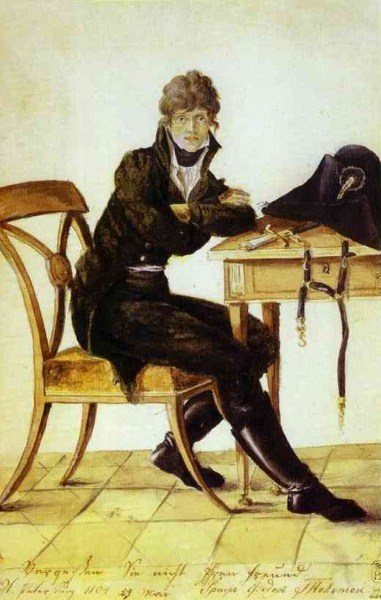
Autoportrait
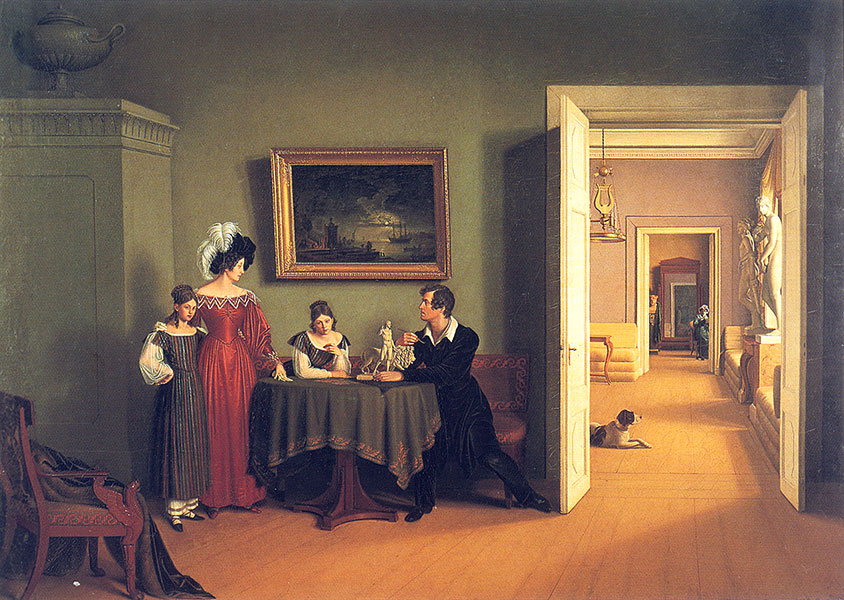
Le comte Tolstoï avec sa première femme et ses filles
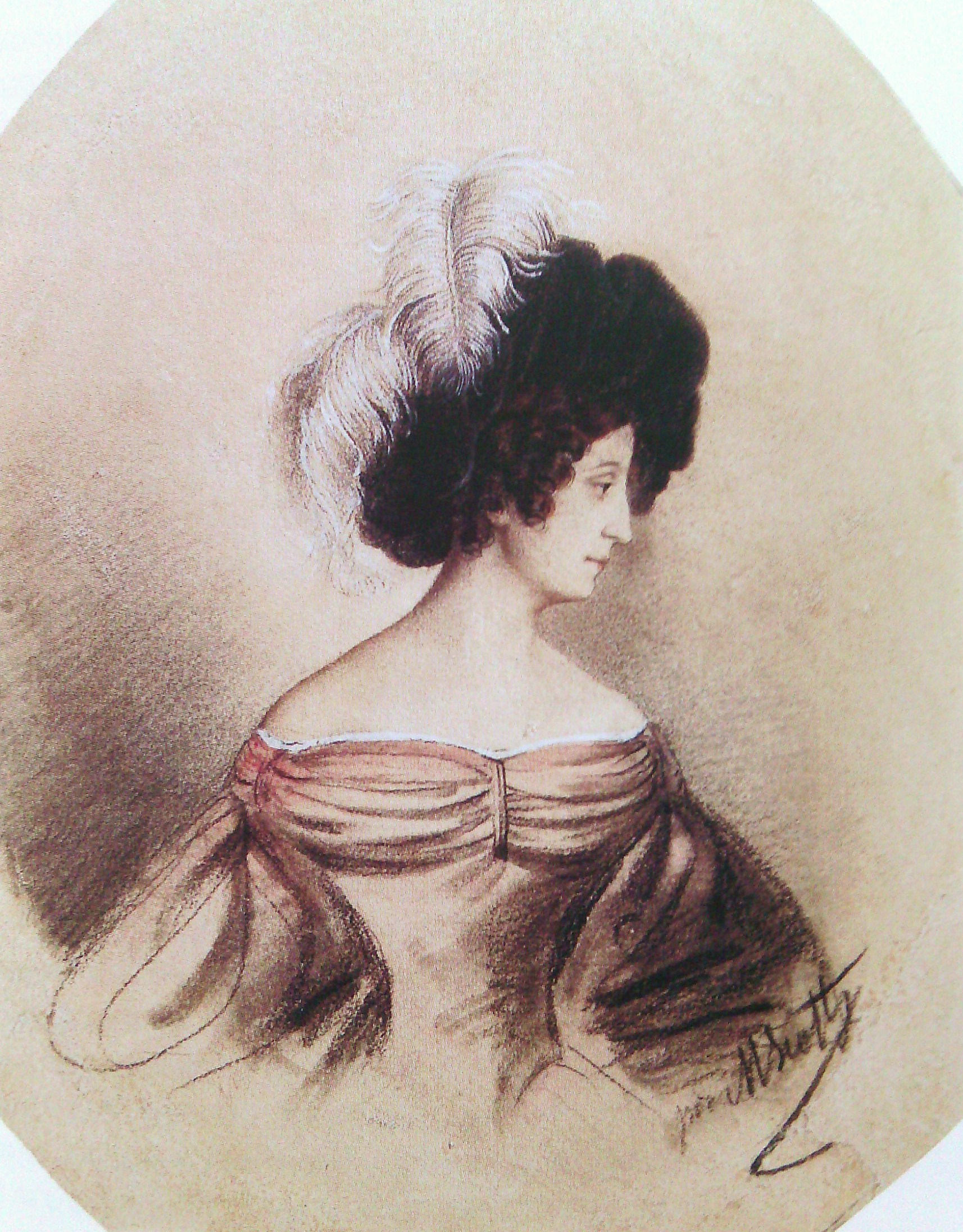
La comtesse Tolstoï née Doudina, par Michel Scotti